# 324e régiment d'infanterie (France)
Le 324e régiment d'infanterie (324e RI) est un régiment d'infanterie de l'Armée de terre française constitué en 1914 avec les bataillons de réserve du 124e régiment d'infanterie.
À la mobilisation, chaque régiment d'active créé un régiment de réserve dont le numéro est le sien plus 200.

## Création et différentes dénominations
- Août 1914 : 324e régiment d'infanterie
- Juillet 1918 : Dissolution

## Chefs de corps
- de 1914 à 1915 : lieutenant-colonel Cledat De La Vigerie
- de 1915 à 1917 : le colonel Pierre-Émile Nayral Martin De Bourgon
- de 1917 à 1918 : le lieutenant-colonel de Bergerol du Moulin
- 1918 : le lieutenant-colonel Pelacot

## Historique des garnisons, combats et batailles du324eRI

### Première Guerre mondiale

#### Affectations
- 54e division d'infanterie d'août à septembre 1914
- 72e division d'infanterie de septembre 1914 à juillet 1918

#### 1914
Mobilisation : Laval le 9 août 1914.
Effectifs en 1914 : 2 029 soldats.
- le 10 août : vers Bras et Vacherauville.
- le 24 août : Combat de Spincourt, pertes au 24 août 1914 : 340 tués, blessé ou disparus.
- le 28 août : vers Ranzières.
- le 1er septembre : combat vers Cercourt.
- le 7 septembre : combat vers Ville-sur-Cousances.
- le 8 septembre : combat vers Julvecourt.
- le 4 octobre : combat vers Forges-sur-Meuse.
- le 13 octobre : Les Fosses.

#### 1915
- 26 avril : vers Chambrettes.
- 28 juillet : vers Herbebois.
- 24 septembre : vers Les Éparges.
- 4 décembre : vers Verdun.
- 13 décembre : vers Béthincourt et Forges-sur-Meuse.

#### 1916
- 13 février : Bataille de Verdun.
- 21 février : combat vers Charny.
- 22 février : combat vers Haumont-près-Samogneux (55)
- 24 février : repos vers Belfort. Les pertes au 24 février : 1 337 soldats tués, blessé ou disparus.
- 14 juin : vers Amiens.
- 9 juin : combat vers Barleux.
- 12 juillet : combat vers Biaches.
- 22 juillet : repos vers Méricourt et Morcourt.
- 13 août : vers Beuvraignes.
- 13 décembre : vers Pressoire.

#### 1917
- 21 janvier : vers Moulainville et Chena.
- 1er mars : vers Châtillon.
- 21 mars : vers Blusses.
- 3 mai : vers Condé-sur-Aisne.
- 24 mai : combat du Mont-Haut.
- 14 juillet : combat vers Têton.
- 17 août : vers Main de Massiges.
- 14 septembre : vers des Monts.
- 3 décembre : vers Ville-sur-Tourbe.

#### 1918
- 31 janvier : vers Suippes.
- 13 avril : vers Compiègne et Montmartin.
- 5 mai : vers Ville.
- 2 juin : vers Bernarderie.
- 9 juillet : dissolution du régiment[1].

## Drapeau
Il porte, cousues en lettres d'or dans ses plis, les inscriptions suivantes :
- Verdun 1916
- Les Monts 1917

## Sources et bibliographie
- Alexandre Delachaussée, Historique du 324e régiment d'infanterie pendant la guerre de 1914-1918, Laval, 40 p., lire en ligne sur Gallica.